# Dionisio Cartujano
Dionisio Cartujano (Rijkel, Limburgo, 1402-Roermond, 12 de marzo de 1471), también llamado Dionisio el Cartujo, Denys van Leeuwen o Denis de Rickel, fue un clérigo, teólogo y místico católico flamenco, perteneciente a la Orden de los Cartujos.
Pasó toda su vida entregado al estudio y la oración. Fue uno de los más grandes visionarios y rigurosos ascetas de todos los tiempos, lo que no le impidió involucrarse activamente en los asuntos políticos de su siglo, al servicio de la Iglesia y de los duques de Borgoña. Acompañó al cardenal Nicolás de Cusa en su célebre viaje por Alemania
Genio enciclopédico, es, después de Orígenes, el autor más prolífico de la cristiandad. Sus escritos llenan 45 tomos en cuarto, lo que dio lugar al dicho "Qui Dionysius legit, nihil non legit" ("Quien ha leído a Dionisio, no hay nada que no haya leído") entre los teólogos del siglo XVI. Sin embargo, a pesar de la magnitud de su obra, su influjo doctrinal ha sido mínimo.

## Vida
Dionisio nació en 1402 en la pequeña aldea de Rijkel, a unas millas de Sint-Truiden, en Hesbaye, actualmente parte de la provincia belga de Limburgo, por entonces dependiente del Obispado de Lieja.
Según los historiadores sus padres eran de la nobleza menor; sin embargo, él mismo afirmaba que de pequeño cuidaba las ovejas de su padre. Su rapidez intelectual y afán de saber indujo a su familia a darle una educación liberal. Recibió las primeras letras en Sint-Truiden, y en 1415 lo enviaron a Zwolle (Overijssel), cuya escuela gozaba en aquel tiempo de reputación y atraía a estudiantes de todo el Sacro Imperio Romano. 
Allí estudió filosofía y teología, y entró en contacto con los principios y la práctica de la vida religiosa a través del rector, Juan Cele. Poco después de la muerte de éste en, 1417, habiendo aprendido todo los que sus maestros podían enseñarle, Dionisio volvió a casa. A los 18 años partió a la Universidad de Colonia para estudiar filosofía y teología, dando una vez más muestras de un talento fuera de lo común. Tras acabar sus estudios, ingresó en la Cartuja de Roermond en 1423.
Debido a su fama, le consultaban personas de todas las categorías sociales: príncipes, nobles, eclesiásticos y burgueses asaltan sin cesar su celda de Roermond, y le llegaban cartas de todas parte en busca de consejo, de modo que tuvo dedicarse continuamente a resolver innúmeras dificultades, dudas y cuestiones de conciencia.
Para refutar al islam escribió el tratado Contra perfidiam Mahometi, a requerimiento del Cardenal Nicolás de Cusa. Este último había sido nombrado legado papal por Nicolás V con objeto de reformar la Iglesia alemana y predicar la Cruzada contra los turcos. Dionisio Cartujano acompañó a Cusa en gran parte de su viaje (enero de 1451-marzo de 1452), y le prestó una valiosa ayuda con su lengua y su pluma, en especial para reformar monasterios y erradicar las prácticas brujeriles y supersticiosas.
Dionisio estuvo repetidamente en relaciones con la casa de Borgoña, como consejero de Felipe el Bueno. El inclytus devotus ac optimus princeps et dux, a quien dedicó su tratado sobre la vida de los príncipes, no era otro que el mismo Felipe. Juntamente con el cardenal de Cusa, fue recibido en Bruselas por el duque en 1451. Dionisio, oprimido siempre por la angustia de los males que acechaban a la Iglesia y a la cristiandad y temeroso de la proximidad de un gran desastre, exhortó al duque a la cruzada contra los turcos.
Tras la Caída de Constantinopla en 1453, impresionado por las revelaciones divinas sobre los terribles males que amenazaban la cristiandad, escribió una epístola general a todos los príncipes de Europa instándoles a enmendarse y poner fin a sus disputas para unirse contra la amenaza de los turcos. Consideraba requisito imprescindible la celebración de un concilio general que reformara la Iglesia y pusiera fin a los malos usos y costumbres, exhortando a todos los prelados y príncipes para que se realizara cuanto antes.
Por algún tiempo (desde 1459) fue procurador de su monasterio. El duque Arnoldo de Güeldres acudió a Dionisio en la lucha con su hijo Adolfo, pero finalmente éste depuso al padre. En julio de 1466 se le encargó supervisar la fundación de la cartuja en Bolduque (Bois-le-duc), realizada con el apoyo del nuevo duque de Borgoña, Carlos el Temerario, y consagrada a Santa Sofía de Constantinopla, la eterna Sabiduría. Los tres años siguientes estuvieron llenos de dificultades que minaron su salud, ya deteriorada por su trabajo incansable y su vida de privaciones.
De vuelta a Roermond, en 1469, escribió su último tratado, De Meditatione, y se preparó para morir: "Ad securae taciturnitatis portum me transferre intendo" –"quiero dirigirme ahora hacia el puerto de un seguro silencio”. Durante sus dos últimos años de existencia terrenal sufrió con intensidad y paciencia de parálisis, cálculos y otras enfermedades. Murió a los 69 años, tras 48 como monje. 
Sus restos fueron desenterrados justo 137 después de su muerte (el 12 de marzo de 1608), hallándose que su calavera emitía un dulce perfume y los dedos que usaba para escribir, es decir, el índice y el pulgar de la mano derecha, estaban incorruptos, en perfecta conservación. Aunque nunca se ha propuesto su beatificación, san Francisco de Sales, san Alfonso María de Ligorio y otros escritores lo trataban de beato; su vida se incluye en los Acta Sanctorum de los Bolandistas (12 de marzo), y su nombre se halla en numerosos martirologios.

## Semblanza
La posteridad conoce a Dionisio Cartujano entre los nombres de honor de los grandes teólogos como el Doctor ecstaticus. Su inmenso trabajo lo llevó a cabo entre continuas conmociones espirituales y sobrenaturales. Se le aparecían constantemente demonios y difuntos. En sus sermones repetía que los demonios trataban de asaltar violentamente las almas en el momento de morir. Un hermano le preguntó en una ocasión si le aparecían con frecuencia los espíritus de los difuntos, a lo que respondió “¡Oh!, cientos y miles de veces” (entre ellos, su propio padre, al que ayudó a liberarse del Purgatorio).
Cuando todavía era un novicio sufría períodos de éxtasis que duraban de dos a tres horas, y con el tiempo se alargaron hasta alcanzar las siete horas. En uno de ellos anticipó la caída de Constantinopla (29 de mayo de 1453). Estos éxtasis le eran concedidos por toda suerte de motivos externos: ante todo, por medio de la música; muchas veces en medio de una reunión de personas nobles que escuchaban su sabiduría y sus exhortaciones. Durante sus períodos extáticos se le revelaban toda clase de cosas que le permitían ayudar a los demás. Sus apariciones, revelaciones y visiones eran incesantes, pero solo hablaba de ellas raramente, y con vergüenza. A lo largo de toda su vida hubo de soportar toda clase de sospechas y burlas y se enfrentó continuamente a desprecios y mofas.

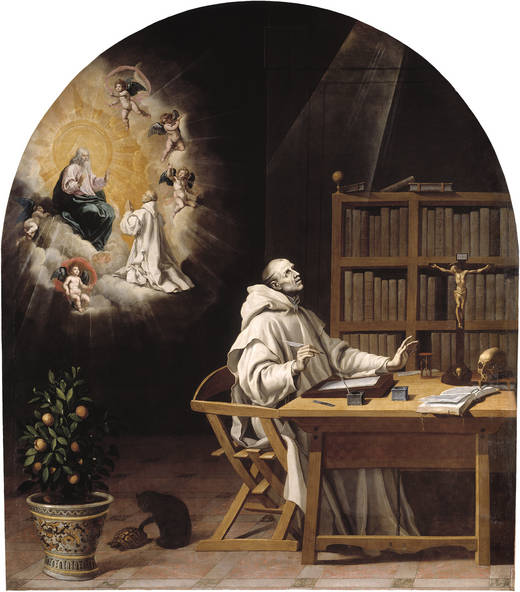
Vicente Carducho: Visión de Dionisio el Cartujano. Monasterio del Paular.

Dionisio el Cartujo llevó una vida de extremado ascetismo, lo que fue posible gracias a una constitución muy fuerte. Era alto y atlético, y podía exigir de su cuerpo todo lo que quería. Afirmaba tener “una cabeza de hierro y un estómago de cobre”. No conoció reposo: no dormía más de tres horas, y era conocido por pasar noches enteras sumido en la oración y el estudio. Recitaba diariamente casi todo el salterio, declarando que “por lo menos la mitad es necesaria”. Oraba en toda ocupación, incluso al vestirse y desvestirse. Después de los maitines, cuando los demás monjes volvían al reposo, él permanecía despierto. Sin náusea, e incluso con preferencia, ingería alimentos echados a perder (por ejemplo, manteca con gusanos, cerezas roídas de larvas o arenques podridos) ya que consideraba que no tenían "ningún veneno mortal" y podían "comerse tranquilamente".
Recomendaba insistentemente la meditación cotidiana de la Pasión, la devoción a la Virgen, el rezo del salterio, la lucha contra el pecado venial ayudándose del examen de conciencia dos veces al día, la disciplina, etc. Aconsejaba un cierto rigor a los demás, pero con discreción, sin animar a nadie a practicar excesos como los suyos.